# Loretto (Tennessee)
Loretto – miasto w Stanach Zjednoczonych, w stanie Tennessee.
Liczba mieszkańców w 2000 roku wynosiła 1 665.